# Pont-Réan
Pont-Réan (Pont-Rigan, in bretone) è un villaggio francese, situato nei comuni di Bruz e di Guichen, nel dipartimento dell'Ille-et-Vilaine e la regione Bretagna.

## Geografia fisica
Pont-Réan si trova sulla riva della Vilaine, a metà distanza tra Guichen (3,9 km) e Bruz (4,5 km).

## Origini del nome
Vi sono due ipotesi sull'etimologia di Réan. Réan proverrebbe dal bretone e significherebbe ranocchio: Pont-Réan vorrebbe quindi dire letteralmente "Ponte ranocchio" Réan potrebbe anche essere una deformazione di redevance o di reance.

## Monumenti e luoghi d'interesse
- Ponte di Pont-Réan, costruito nel 1767. È classificato come monumento storico di Francia dal 1942[4]
- La chiesa dell'Immacolata Concezione del 1865[5]
- Il Castello della Massais, castello del XIX secolo, con reimpiego dell'antico castello del 1630[6]
- Mulino del Boël, costruito nel 1652, sulla Vilaine e la sua prima chiusa datante dal XVI secolo. Munito di solidi contrafforti, esso riveste una forma di prua di nave che fende la corrente.
- Le vestigia di numerose cave sulle due rive della Vilaine, fra cui la cava delle Landes vicino a Pont-Réan, sito naturale classificato di 0,78 ha[7]

## Amministrazione
Pont-Réan non forma un comune a parte intera. Posto sotto l'amministrazione di Bruz e di Guichen, Pont-Réan non dispone dello statuto di comune. La Vilaine funge da frontiere tra la parte amministrata da Guichen e quella amministrata da Bruz.

## Immagini di Pont-Rean

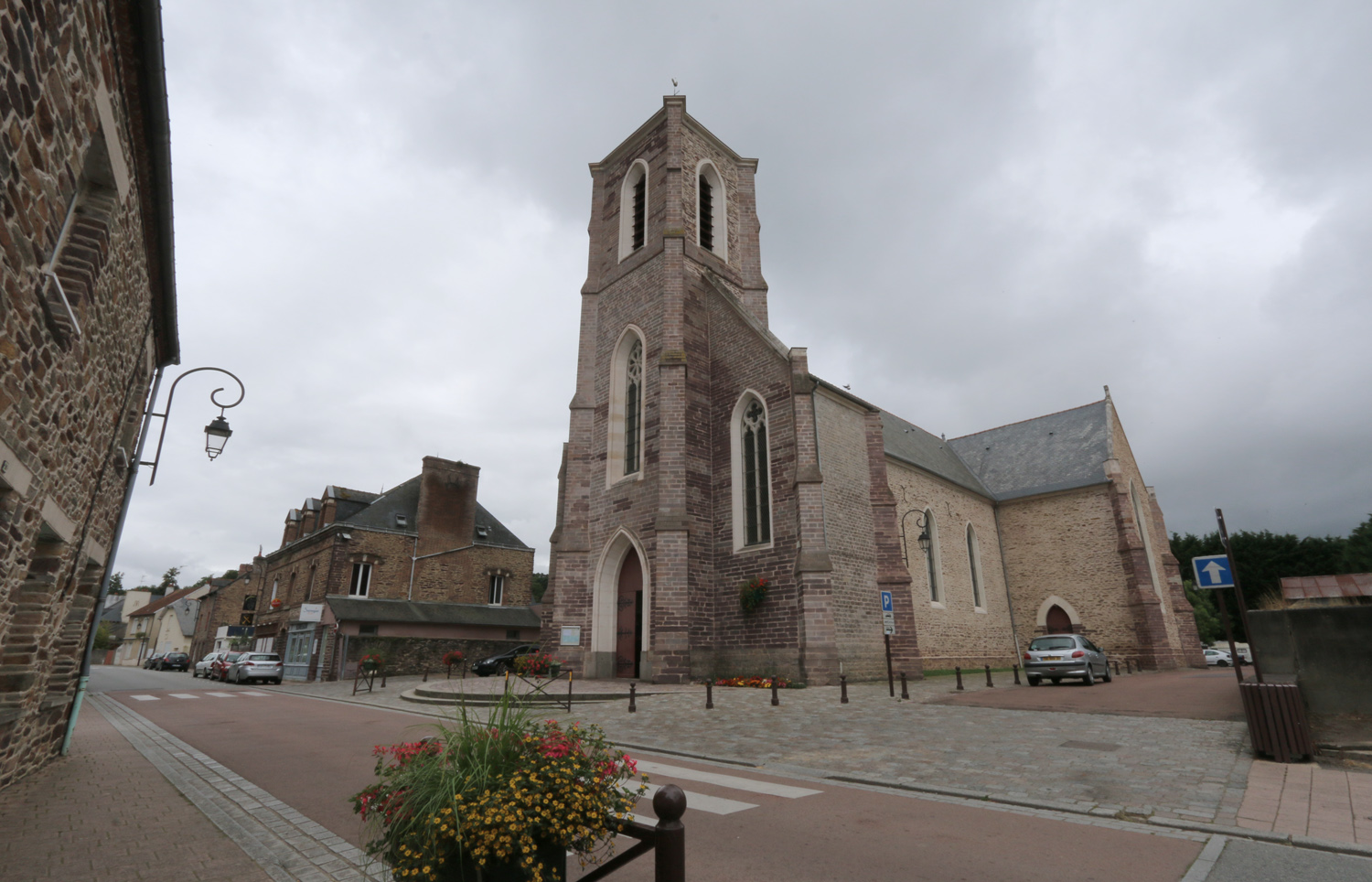
La Chiesa dell'Immacolata Concezione
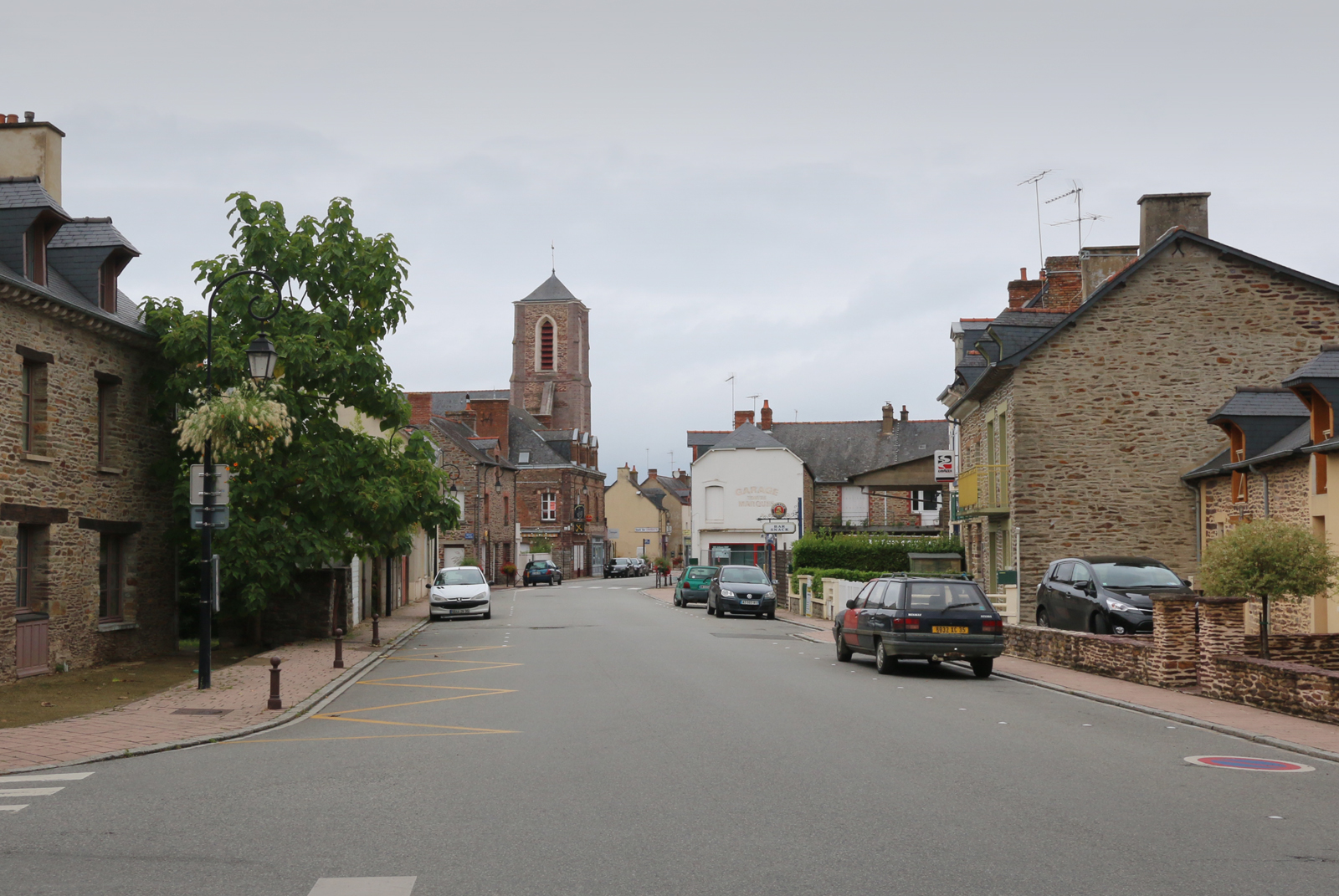
La via e la chiesa
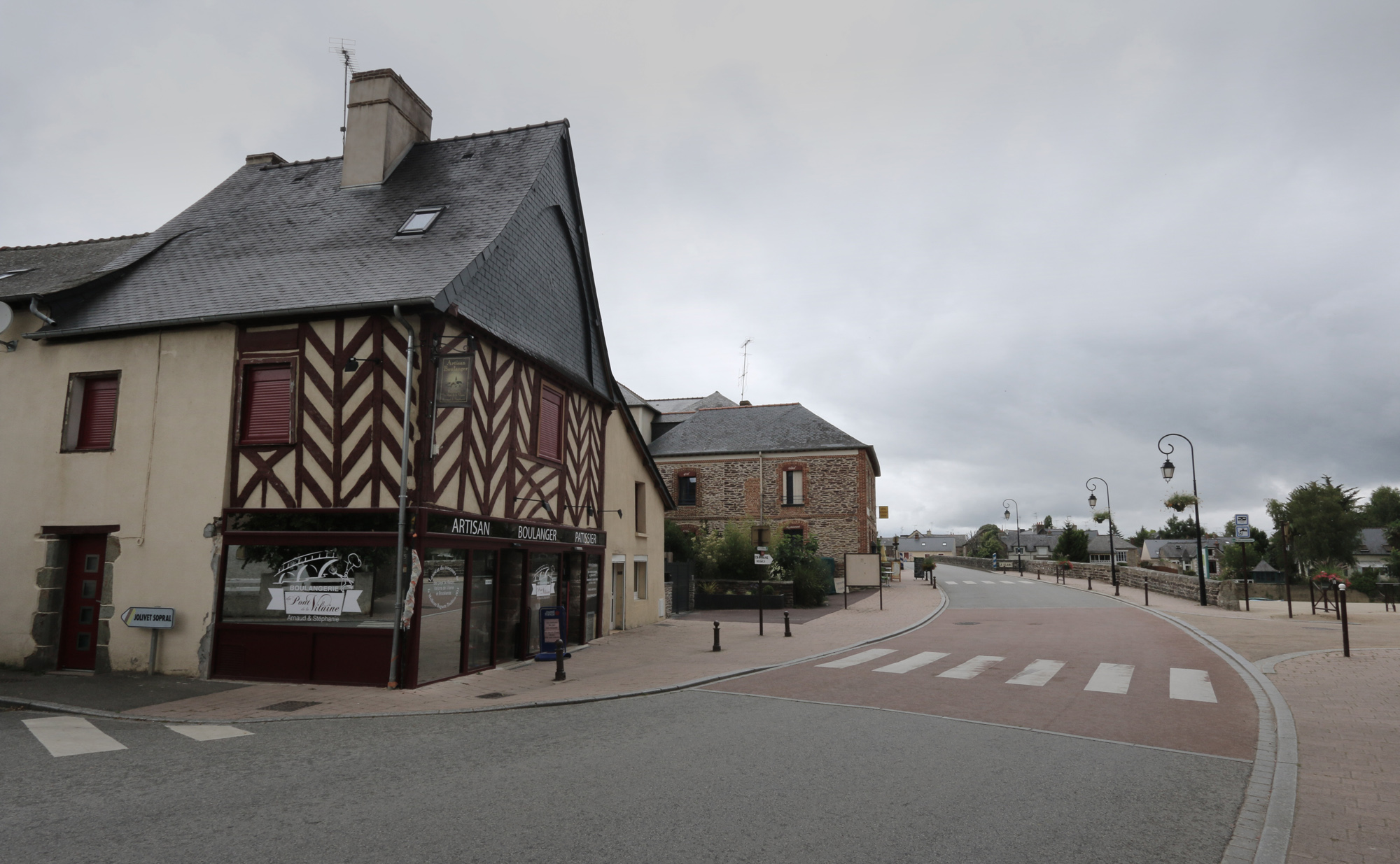
Pont-Réan.
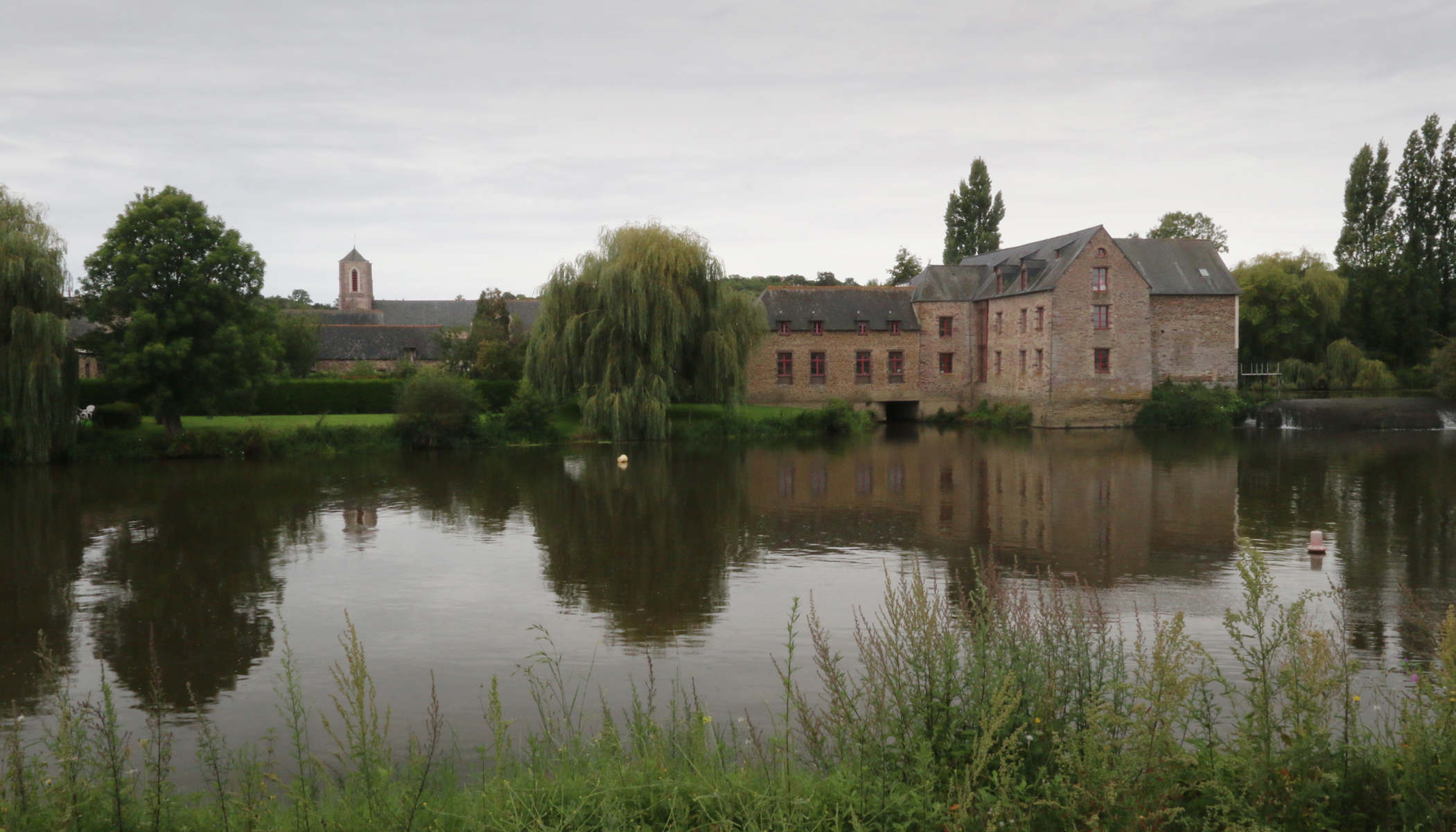
Il mulino del Pont-Réan.